# 초고온 해왕성
초고온 해왕성(Ultra Hot Neptune)은 일반적인 뜨거운 해왕성에 비해 더욱 뜨거운 해왕성 형태의 행성을 가르키는 단어이다. 초고온 목성처럼 자신의 모항성과 너무 가까운 위치에 있다는 공통점이 존재한다.

## 특징
초고온 해왕성은 초고온 목성 처럼 자신의 모항성과 너무 가까운 관계로 모항성을 향해 항상 같은 면을 향하는 현상인 조석 고정이 일어나기 때문에 행성이 자전하지 않는다는 공통된 특징을 가지고 있다. 보통의 뜨거운 해왕성은 1,100°~2,000°이지만 초고온 해왕성은 표면 온도가 무려 2!500°이상으로 매우 뜨겁다. 이로 인하여 일반적인 뜨거운 해왕성에서는 수증기가 많지만 초고온 해왕성은 온도가 매우 뜨거운 관계로 수증기가 산소와 수소로 분해되어버리기 때문에 초고온목성과 마찬 가지로 초고온 해왕성에도 수증기는 존재하지 않는다. 현재까지 발견된 초고온 해왕성에는 LTT 9779 b가 있다.

## 같이 보기
- 천문학
- 목성형 행성
- 뜨거운 해왕성